# Fresque des Wallons
La Fresque des Wallons est une peinture murale en trompe-l'œil située dans les « Jardins du Maïeur » de l'hôtel de ville de Namur, en Belgique. La peinture, d'une surface de 330 m2, fut réalisée par CitéCréation en 2004. Restaurée et augmentée en 2018 l'œuvre artistique fait référence à quelque 250 Wallons illustres et à l'histoire ancienne et récente de la Wallonie.

## Élaboration
Depuis la construction de la nouvelle « maison des citoyens » attenante à l'hôtel de ville de Namur, dans les années 1980, un mur aveugle de 330 m2 recouvert d'une peau bitumée portant trois grandes cheminées d'aération d'un parking souterrain désolait le paysage. Le projet d'y faire réaliser une peinture murale en trompe-l'œil vient de la découverte en 2001 de la Fresque des Québécois et la Fresque des Lyonnais réalisées par les artistes de la Cité de la création,. 
Un comité d’accompagnement présente l'idée d'une œuvre rendant hommage aux Wallons qui ont façonné toute une région dans les domaines artistique, politique, sportif, industriel, associatif…  Une sorte de livre d'histoire régional à ciel ouvert.
Les artistes lyonnais, accompagnés par deux étudiants de  l’Académie des beaux-arts de Namur, réalisent la fresque au moyen de deux techniques : peinture murale et marouflage pour les personnages et les vitrines,.
Il est prévu que l'œuvre soit évolutive. Des espaces restés vierges doivent permettre d'y ajouter de nouveaux personnages.
Le coût global de la réalisation s'élève à 150 000 euros. L'œuvre, dont le chantier s’étale du mois d’avril au mois d'août 2004, est inaugurée le 18 septembre 2004 à l’occasion des Fêtes de Wallonie.

## Personnages et thèmes
La fresque présente quelque 250 Wallons illustres et références à l'histoire de la Wallonie. Impossible cependant de dessiner 250 personnages sur cette surface. 
Dans les vitrines peintes au bas de la fresque, à hauteur d'homme, sont présentés des livres, des affiches d'événements, des CD-Rom, des reproductions de photos et d'objets qui évoquent certaines personnalités par le biais d'un détail,. Par exemple, une face de pochette de disque pour Salvatore Adamo, une image du métro parisien pour Édouard Empain, une colombe pour René Magritte, une raquette pour Jean-Michel Saive. Ou encore un exemplaire du Bon usage qui évoque Maurice Grevisse ; un saxophone, Adolphe Sax ; un reliquaire  pour Hugo d'Oignies. 
D'autres figures apparaissent en pied : Charlemagne, Blanche de Namur, Ernest Solvay, François Bovesse, Georges Simenon, Dominique Pire, les échasseurs namurois, le marsupilami, une macrale et le peintre Albert Dandoy. 
Le décor des vitrines commerciales dans le bas de la fresque présente, par thème, des clins-d'œil au sports, variétés, cinéma et folklore, à l'histoire ancienne, contemporaine, les sciences techniques et l'industrie. À la littérature, poésie, BD, peinture, musique et arts plastiques. Aux produits du terroir.

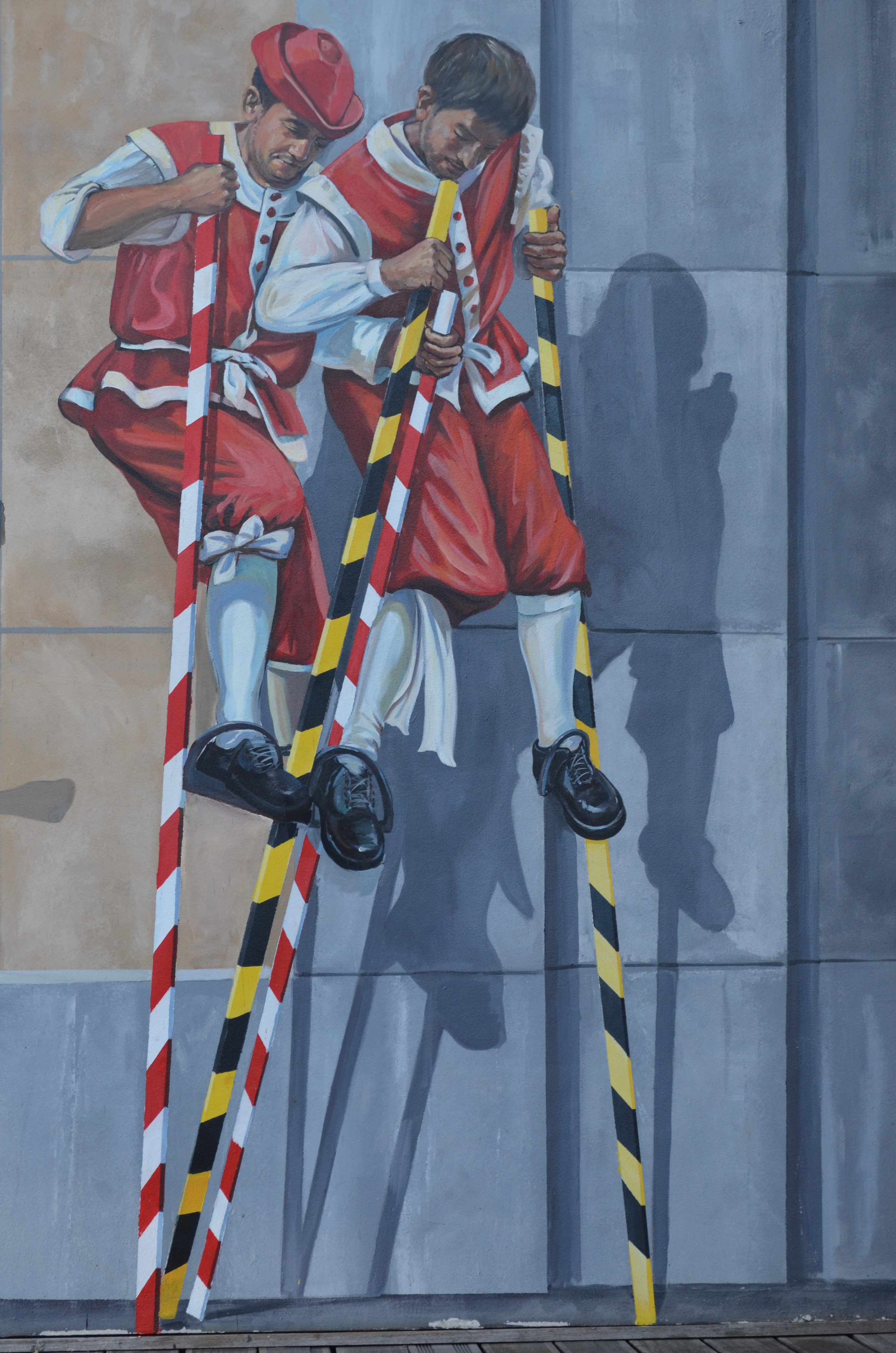
Échasseurs namurois.
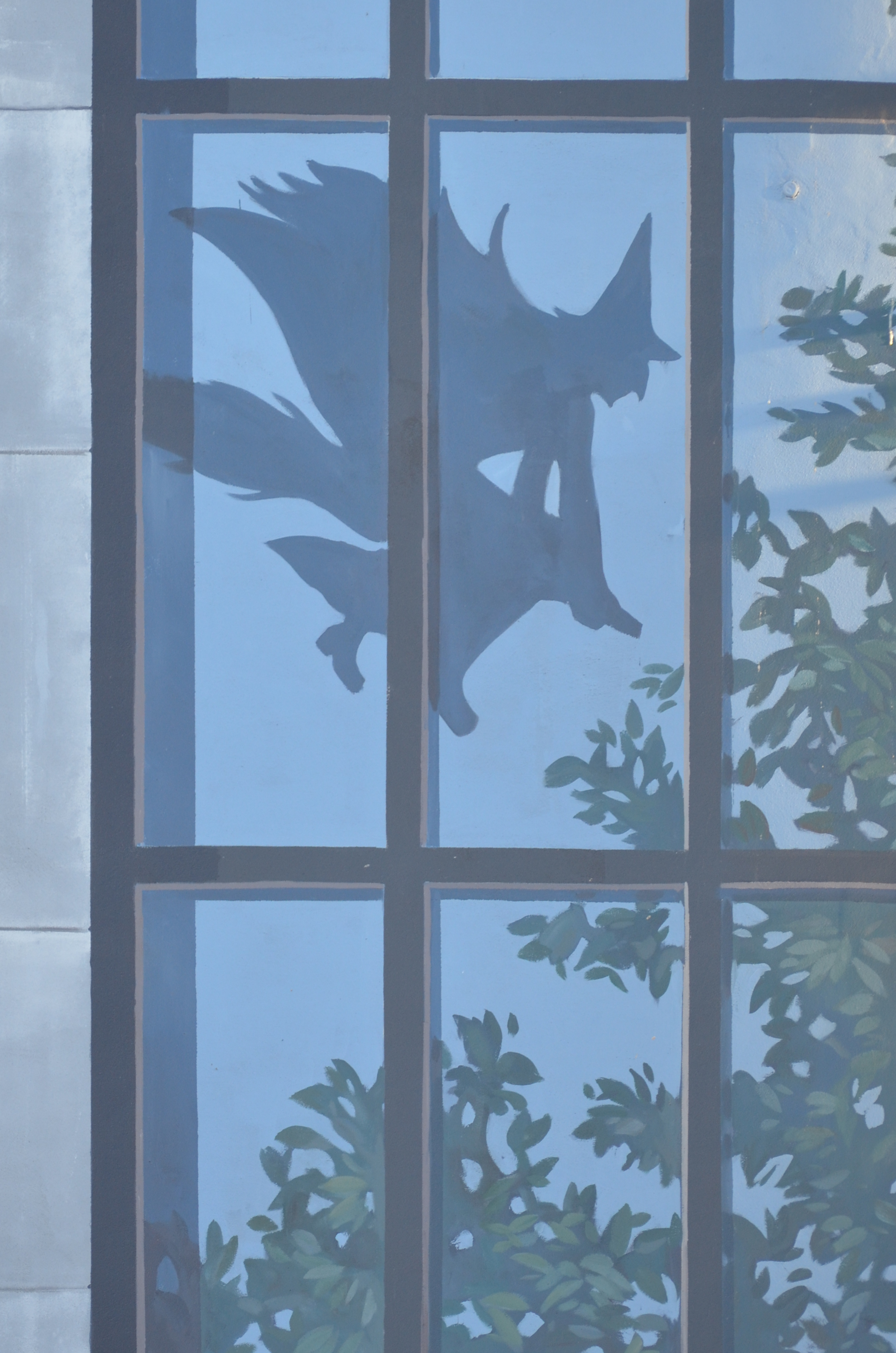
Macrale.
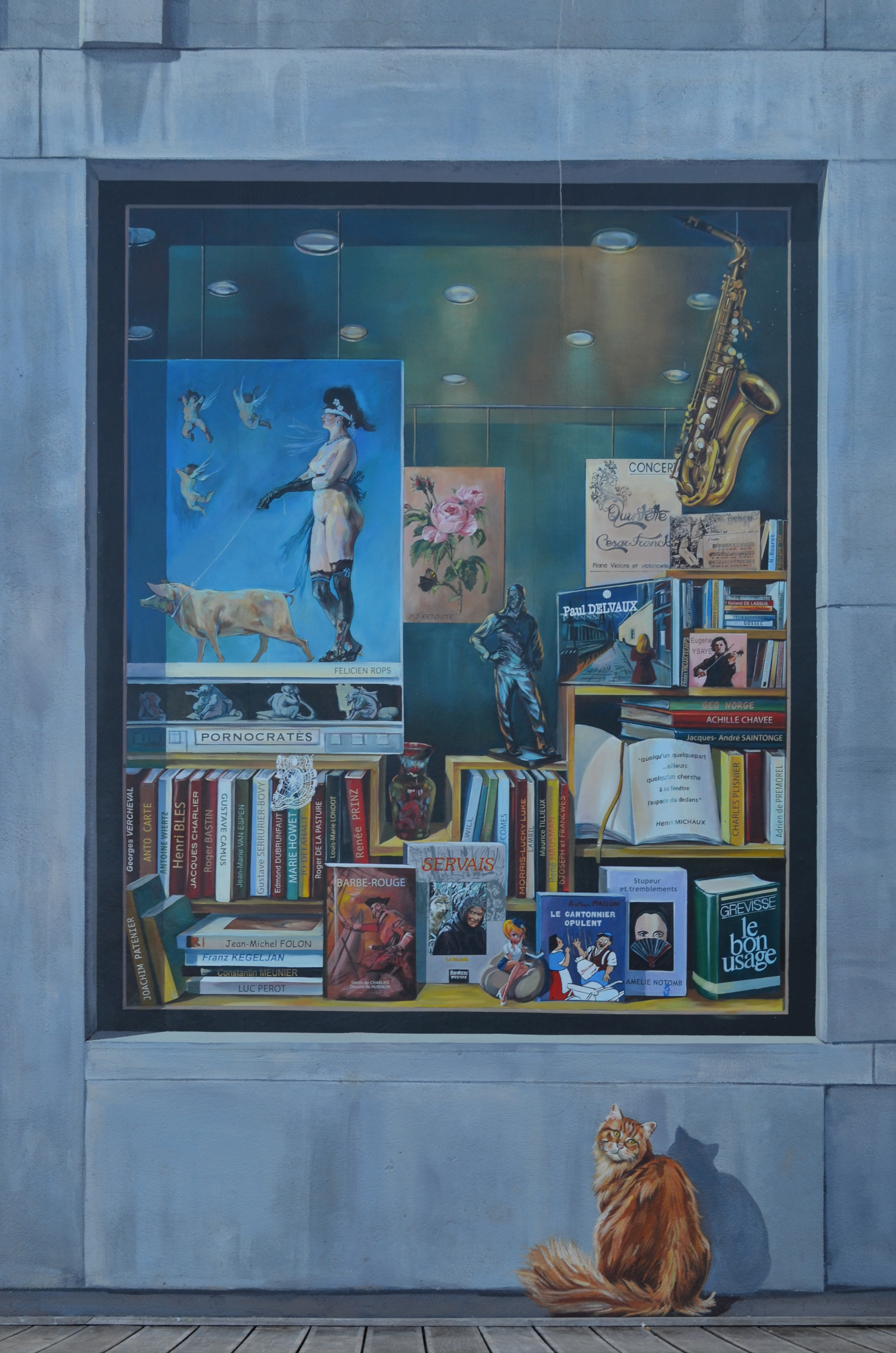
Vitrine thématique au centre.
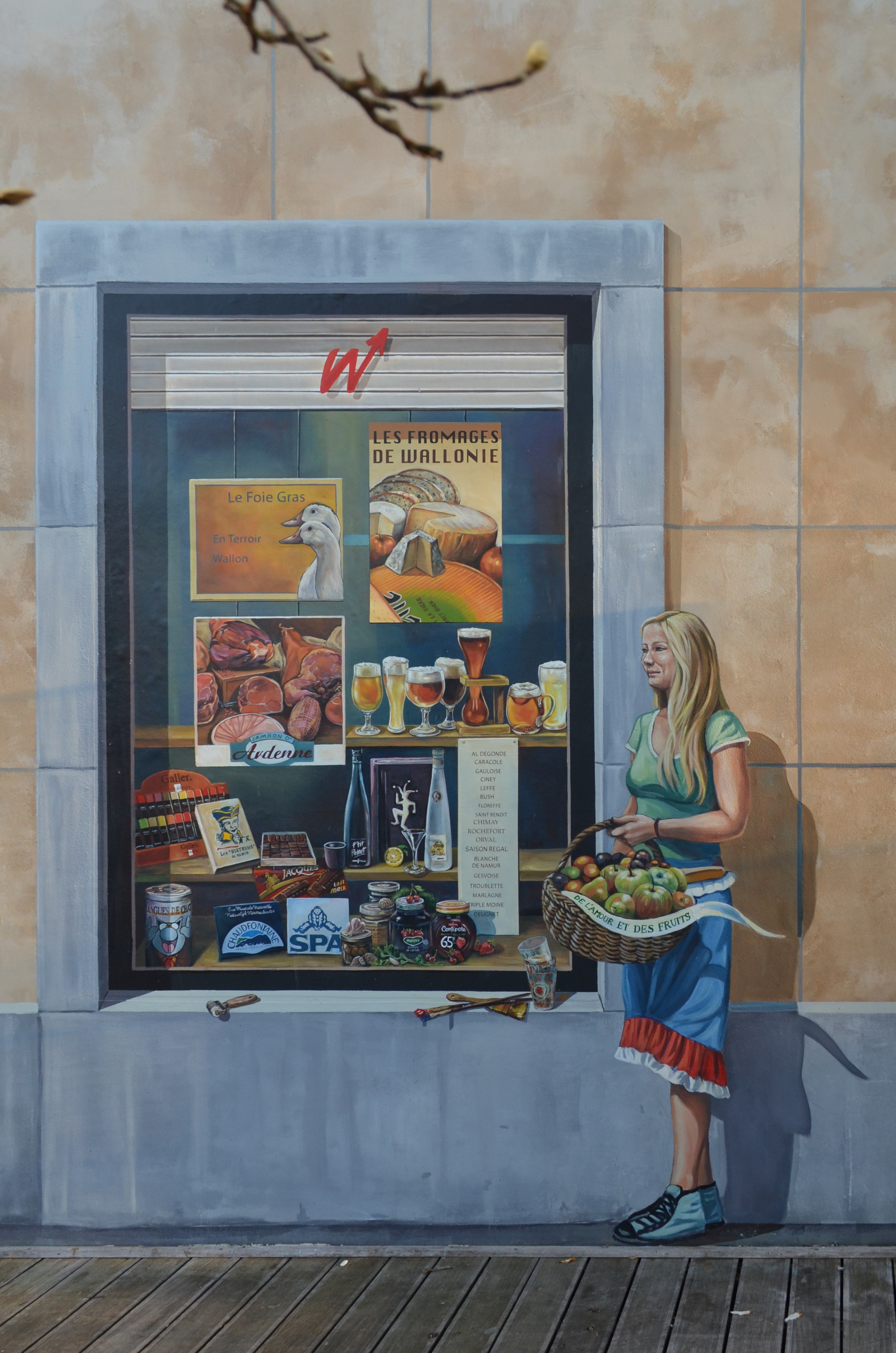
Vitrine présentant les produits wallons.
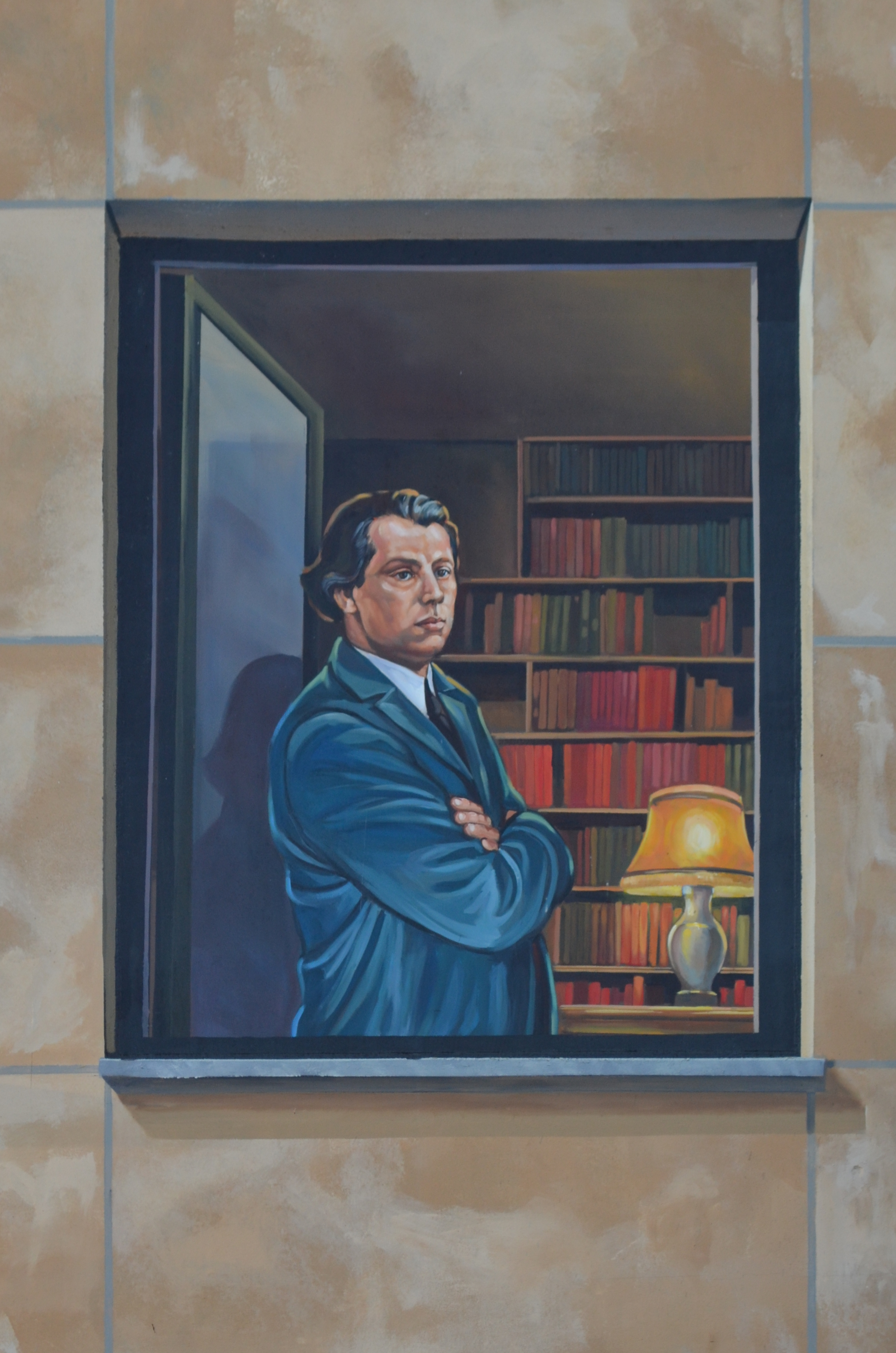
François Bovesse.
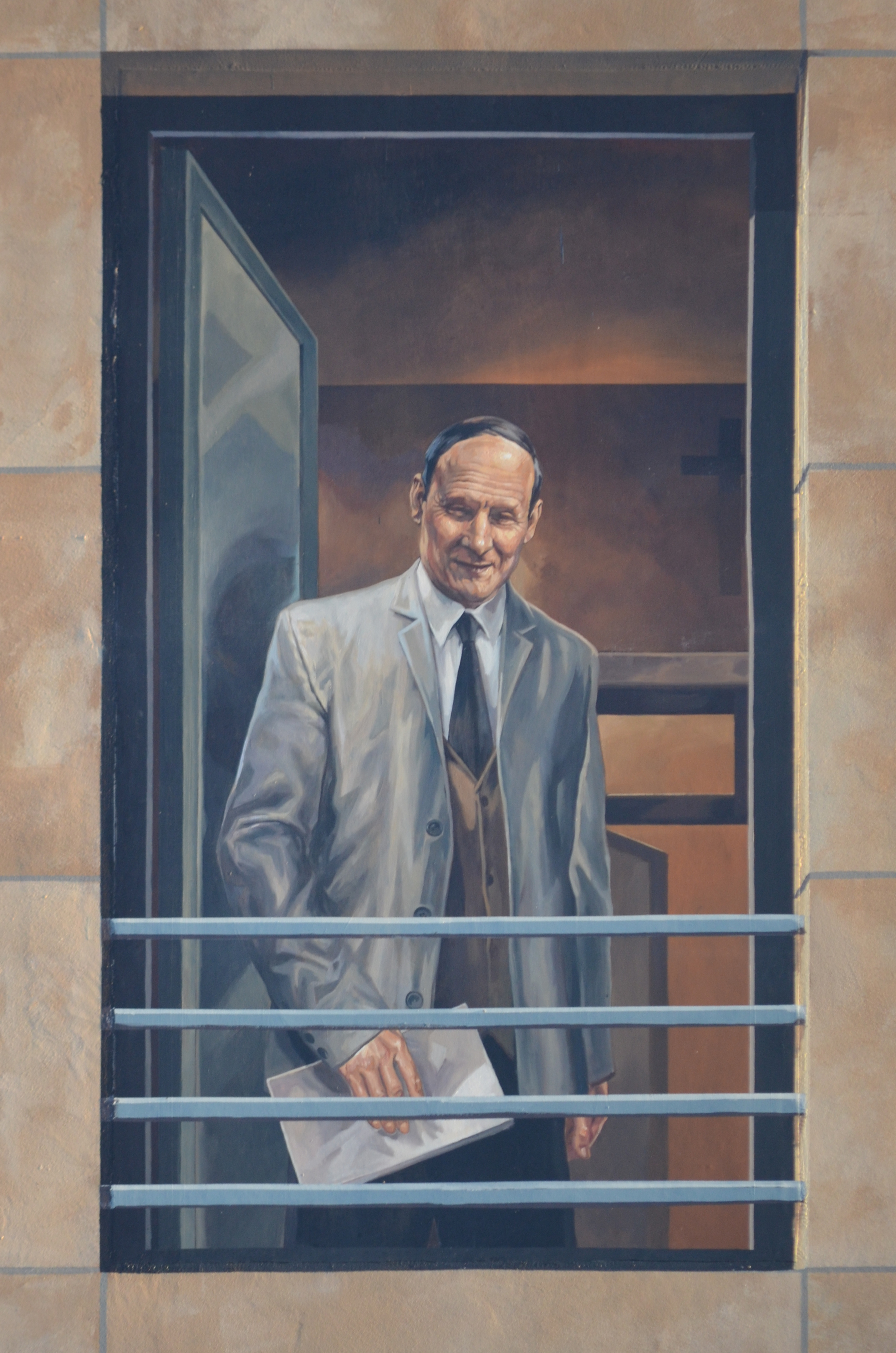
Dominique Pire.

## Restauration

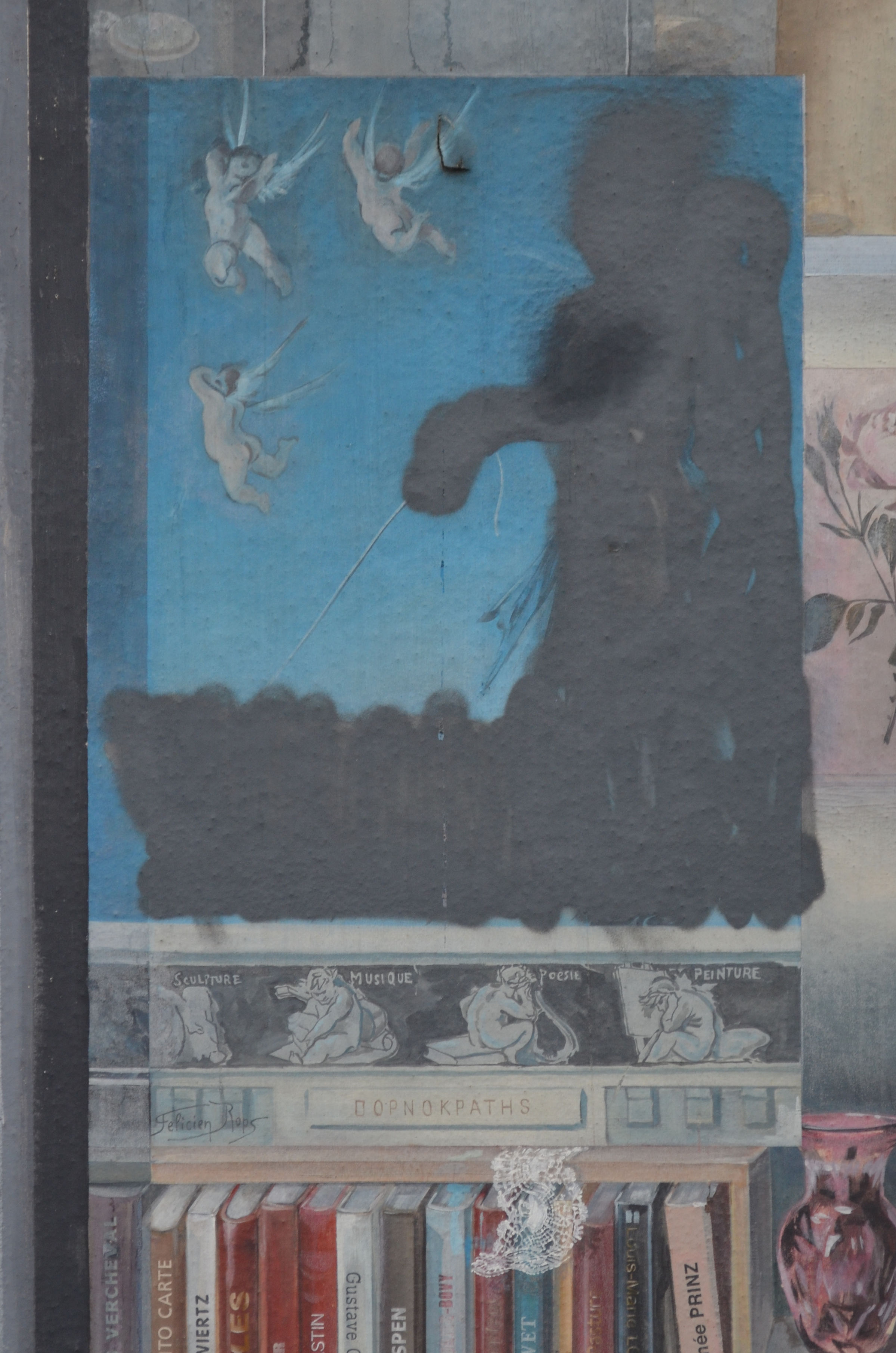
Pornocratès vandalisé.

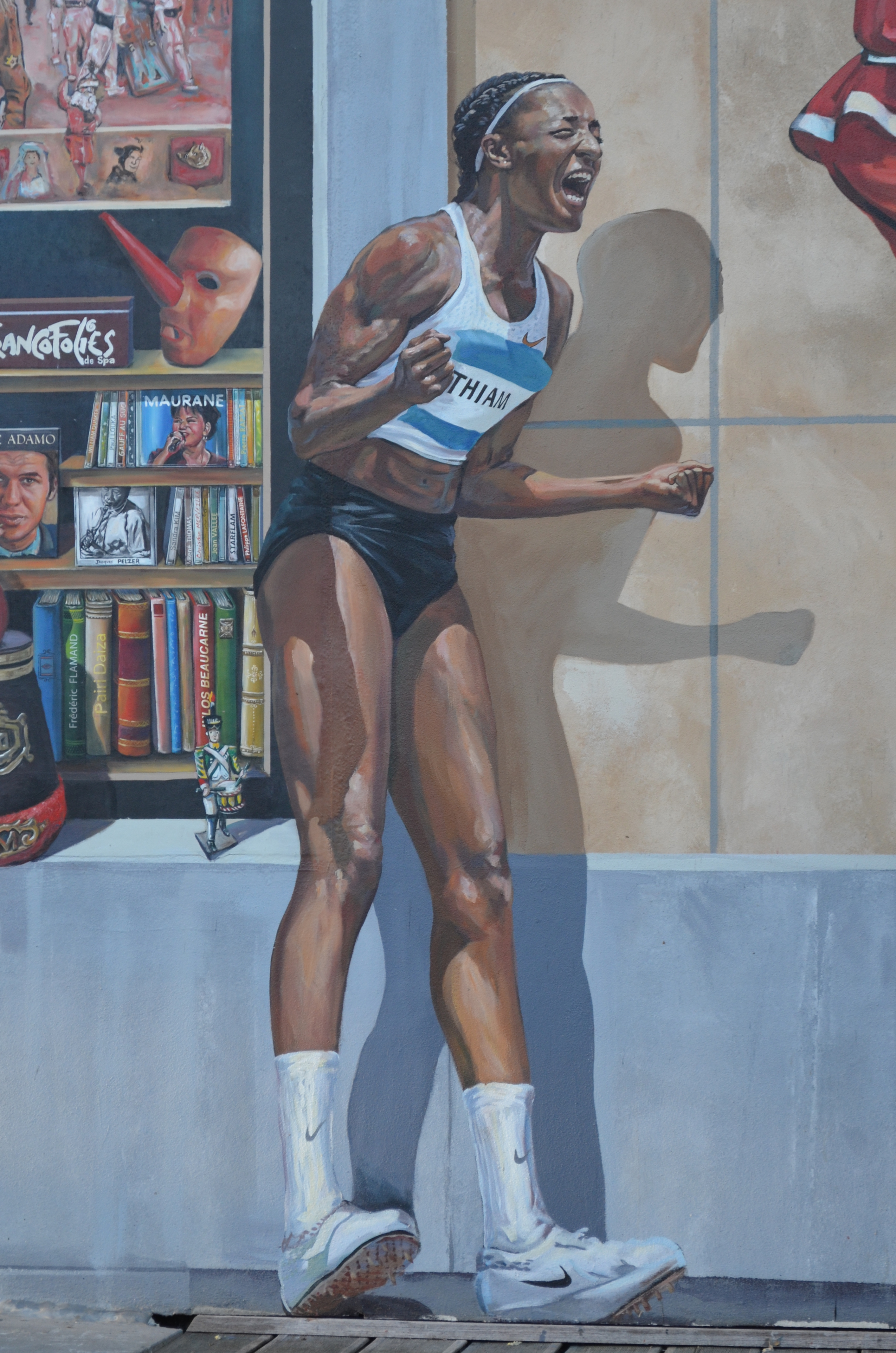
Nafi Thiam

En août 2017, la fresque est défraichie, mais elle est également vandalisée. Ainsi, la représentation du Pornocratès de Félicien Rops est recouverte d'une peinture noire. Des tags apparaissent sur d'autres parties de l'œuvre. Du fait de la technique du marouflage utilisée pour la réalisation, ces dégradations ne peuvent pas être effacées rapidement. Les autorités communales de Namur prévoient donc de faire réparer les dégâts et de rafraîchir les couleurs, avec la possibilité d'ajouter des éléments plus actuels.
En 2018, la fresque a été rénovée pour un coût de 112 000 euros par la société qui l'a réalisée et qui dispose des droits patrimoniaux et moraux. Les personnages de base ont été repeints et de nouveaux ont été ajoutés : l'athlète namuroise Nafissatou Thiam, l'abbé Paul Malherbe et une sculpture du Dinantais Félix Roulin. S'y trouve également une référence au docteur Willy Peers, au festival « Namur en mai » et au parc Pairi Daiza.